# Les miracles n'ont lieu qu'une fois
Les miracles n'ont lieu qu'une fois és una pel·lícula franco-italiana de 1951 dirigida per Yves Allégret. Explica la història d'uns joves separats per la guerra i el seu posterior retrobament anys més tard.

## Argument
La Claudia i en Jérôme s'enamoren quan es coneixen a França el 1939, però la Segona Guerra Mundial esclata i els separa.
Es retroben a Itàlia a la dècada del 1950. L'enamorament ha desaparegut però, no obstant això, decideixen casar-se.

## Repartiment
- Alida Valli: Claudia
- Jean Marais: Jérôme
- Marcelle Arnold: la mestressa del bar
- Christine Chesnay: la dona de Jérôme
- Charles Rutherford: l'americà
- Dedi Ristori: Francesca als 18 anys
- Aldo Moschino: el doctor
- Emma Baron: la mestressa de l'hotel
- Nada Fiorelli: Maria Forni
- Gérard Buhr (no surt als crèdits)